# 브루독
브루독(영어: BrewDog)은 스코틀랜드의 맥주회사이다. 2007년 제임스 와트와 마틴 디키가 설립하였으며, 두 사람이 회사의 46%를 소유하고 있다.